# Ormyrus orientalis
Ormyrus orientalis är en stekelart som beskrevs av Walker 1871. Ormyrus orientalis ingår i släktet Ormyrus och familjen kägelglanssteklar. Inga underarter finns listade i Catalogue of Life.